# A Love Song
A Love Song ist ein Filmdrama von Max Walker-Silverman, das im Januar 2022 beim Sundance Film Festival seine Premiere feierte und am 29. Juli 2022 in die US-Kinos kam.

## Handlung
Faye ist Witwe und verbringt ihre Tage in einem Trailer auf einem abgelegenen Campingplatz. Sie kocht sich täglich eine Kanne Kaffee, hat Bücher dabei, hört Radio und holt jeden Tag die gefangenen Flusskrebse aus dem See, nur wenige Schritte von ihrer Wohnmobiltür entfernt. Die Tage verbringt sie mit der Vogelbeobachtung, in der Nacht betrachtet sie die Sterne.
Faye wartet auf ihre Jugendliebe Lito, dem sie einen Brief geschrieben hat. Sie beide sind verwitwet. Als der endlich zu Besuch kommt verbringen die beiden Trauernden die Nacht damit, sich an ihre Schulzeit zu erinnern, über das Leben zu sprechen und ihre Einsamkeit zu verarbeiten.

## Produktion

### Filmstab und Besetzung
Regie führte Max Walker-Silverman, der auch das Drehbuch schrieb. Es handelt sich um sein Langfilmdebüt. Mit dem Drehbuch für A Love Song hatte Walker-Silverman ein paar Wochen nach Abschluss der Filmschule, wieder zurück zu Hause in Colorado, begonnen und es im April 2020 zu Papier gebracht. Die Geschichte hierfür hatte er nach eigenen Aussagen jedoch schon länger im Kopf.
Walker-Silverman produzierte den Film gemeinsam mit Dan Janvey, der zuvor Filme wie Patti Cake$, Wendy und den Oscar-Gewinner Nomadland produzierte, und mit Jesse Hope, der mit dem Regisseur zusammen in Telluride aufwuchs. Hope hatte bereits seine Kurzfilme Lefty/Righty und Chuj Boys of Summer produziert. Als sie beide im Graduiertenprogramm der New York University waren, begannen sie gemeinsam Filme zu machen.
Dale Dickey spielt Faye, Wes Studi ihren Jugendfreund Lito.

### Dreharbeiten und Filmschnitt
Gedreht wurde im Herbst 2020 in Norwood im US-Bundesstaat Colorado, während der Coronavirus-Pandemie. Um am Drehort und der Unterkunft die Sicherheit der Besetzung und Crew zu gewährleisten, erzeugten sie dort eine „Blase“. Alle, die in den Unterkünften lebten oder vor Ort arbeiteten, mussten sich in Telluride sieben Tage in eine Quarantäne begeben, bevor sie nach Norwood kommen durften. Als Kameramann fungierte Alfonso Herrera Salcedo. Den Filmschnitt erledigte Walker-Silverman gemeinsam mit dem Eddie-Award-Gewinner Affonso Gonçalves.

### Filmmusik und Veröffentlichung
Die Filmmusik komponierte Ramzi Bashour. Am 5. August 2022 veröffentlichte Milan Records den Soundtrack mit fünf Musikstücken im EP als Download. Darunter befindet sich auch die Neuaufnahme des Songs Be Kind to Me von Dale Dickey und Wes Studi, im Original von Michael Hurley.
Erste Vorstellungen des Films erfolgten ab dem 20. Januar 2022 beim Sundance Film Festival.
Im Februar 2022 wurde A Love Song bei den Filmfestspielen in Berlin in der Sektion Panorama gezeigt. Ende März, Anfang April 2022 wurde er beim Sun Valley Film Festival erstmals in den USA vorgestellt. Im März 2022 wurde er als Abschlussfilm des Oxford Film Festivals gezeigt und im April 2022 beim Seattle International Film Festival. Ende April 2022 wurde er beim Atlanta Film Festival gezeigt. Im Juni 2022 wurde er beim Tribeca Film Festival, beim Sydney Film Festival und beim Sundance London vorgestellt. Anfang Juli 2022 wurde der Film beim Internationalen Filmfestival Karlovy Vary in der Sektion Horizons gezeigt. Am 29. Juli 2022 kam der Film in ausgewählte US-Kinos. Im August 2022 wird er beim Melbourne International Film Festival vorgestellt.

## Rezeption

### Kritiken
Von den bei Rotten Tomatoes aufgeführten Kritiken sind 96 Prozent positiv, bei einer durchschnittlichen Bewertung mit 7,8 von 10 möglichen Punkten, womit er aus den 23. Annual Golden Tomato Awards als Zweitplatzierter unter den Liebesfilmen des Jahres 2022 hervorging. Bei Metacritic erhielt der Film einen Metascore von 78 von 100 möglichen Punkten.

### Auszeichnungen
Cleveland International Film Festival 2022
- Nominierung im American Independents Competition (Max Walker-Silverman)[20]

Gotham Awards 2022
- Nominierung als Beste Darstellerin (Dale Dickey)[21]

Independent Spirit Awards 2023
- Nominierung als Beste Hauptdarstellerin (Dale Dickey)
- Nominierung für den „John-Cassavetes-Preis“[22]

Internationale Filmfestspiele Berlin 2022
- Nominierung für den Panorama-Publikumspreis (Max Walker-Silverman)
- Nominierung als Bester Film für den Teddy Award (Max Walker-Silverman)

National Board of Review Awards 2022
- Aufnahme in die Top Ten der Independentfilme[23]

Provincetown International Film Festival 2022
- Auszeichnung mit dem John Schlesinger Narrative Award (Max Walker-Silverman)[24]

Satellite Awards 2022
- Nominierung für das Beste Szenenbild (Juliana Barreto)[25]

Sofia Film Festival 2022
- Nominierung im internationalen Wettbewerb
- Auszeichnung mit dem Young Jury Award (Max Walker-Silverman)[26][27]

Seattle International Film Festival 2022
- Auszeichnung als Beste Schauspielerin mit dem Golden Space Needle Award (Dale Dickey)[28]

Sundance Film Festival 2022
- Nominierung für den NEXT Innovator Award (Max Walker-Silverman)